# Готт, Джон Ричард
Джон Ричард Готт III — американский учёный, специализируется на космологии и ОТО. Доктор философии, профессор астрофизики в Принстоне (эмерит с 2016). Получил известность своими работами о путешествиях во времени и теореме о конце света.
Окончил Гарвард как бакалавр и получил степень доктора философии в Принстоне.
После стажировки в Калифорнийском технологическом институте и Кембриджском университете в 1976 году поступил в штат Принстона.
Соавтор Джеймса Ганна.
Отличия
- Robert J. Trumpler Award[англ.]
- Стипендия Слоуна
- Astronomical League Award
- Princeton's President's Award for Distinguished Teaching